# Phragmatobia strigulosa
Phragmatobia strigulosa är en fjärilsart som beskrevs av George Francis Hampson 1901. Phragmatobia strigulosa ingår i släktet Phragmatobia och familjen björnspinnare. Inga underarter finns listade i Catalogue of Life.